# Chaguaramas (khu tự quản)
Chaguaramas là một khu tự quản thuộc bang Guárico, Venezuela. Thủ phủ của khu tự quản Chaguaramas đóng tại Chaguaramas. Khự tự quản Chaguaramas có diện tích 2069 km2, dân số theo điều tra dân số ngày 21 tháng 10 năm 2001 là 10521 người.